# ساتورو کوبایاشی (کارگردان)
ساتورو کوبایاشی (انگلیسی: Satoru Kobayashi; august 1, 1930 – ۱۵ نوامبر ۲۰۰۱) کارگردان فیلم اهل ژاپن بود.